# Burg Wolkenstein (Murrhardt)
Die Burg Wolkenstein lag in der Stadt Murrhardt im Rems-Murr-Kreis in Baden-Württemberg. Über das Aussehen der Anlage, von der nur geringe Reste vorhanden sind, ist heute so gut wie nichts mehr bekannt.

## Lage
Die Burg Wolkenstein befand sich an der Stelle des heutigen Wolkenhofs auf Halbhöhenlage. Noch Anfang des 18. Jahrhunderts wechselte die Bezeichnung noch zwischen Wolkenstein und Wolkenhof, bis sich schließlich der Ortsname Wolkenhof durchsetzte. Vorher lautete der Ortsname stets Wolkenstein. Im 16. Jahrhundert wurde der Ort auch Wolkenburg genannt, so zum Beispiel in der illustrierten Chronik des Haller Notars und Pfarrers Georg Widmann. Viele Flurnamen in der Umgebung weisen auf umfangreichen Grundbesitz hin (zum Beispiel Herrenwäldle, Hofberg, Hoffeld).

## Geschichte
Die Burg Wolkenstein war wohl Sitz eines Ortsadelsgeschlechts. Ein Heinrich von Murrhardt (Heinricus de Murrehart) wurde 1231 als Zeuge genannt. Ein Ritter Ulrich von Murrhardt (Ulricus miles de Murrehart) wird um 1260 mehrmals erwähnt, zum Beispiel als Zeuge in einer Urkunde des Klosters Schönau. Da das Geschlecht in späteren Zeiten nicht mehr erwähnt wird, dürfte es schon Ende des 13. Jahrhunderts oder Anfang des 14. Jahrhunderts erloschen sein. Im 16. Jahrhundert war Wolkenstein zumeist im Besitz angesehener Familien. In Georg Widmans illustrierter Chronik befindet sich die Wolkenburg an geographisch korrektem Ort. Sie wird als mächtiges Bauwerk mit Zinnen dargestellt. In Georg Gadners Karte des Reichenberger und Murrhardter Forsts von 1594 heißt die Burg Wolckenstain. Noch im Dreißigjährigen Krieg (1618 bis 1648) soll die Burg von der Bevölkerung genutzt worden sein, die hier Zuflucht vor der durchziehenden Soldateska suchte. Anschließend dürfte sie irgendwann zerstört oder verfallen sein. Das Gelände wurde modern überbaut und befindet sich in Privatbesitz. Hier wohnte später der Kunstmaler Heinrich von Zügel.
1920 fand man bei Bauarbeiten am Wolkenhof ein spätromanisches Säulenkapitell, welches sich heute im privaten Carl-Schweizer-Museum in Murrhardt befindet. Dadurch können Rückschlüsse auf das Aussehen des Wohngebäudes (Palas) gezogen werden. Nach Rolf Schweizer könnte es sich um ein repräsentatives Gebäude mit Doppelarkaden gehandelt haben.